# Campeonato da Europa de Atletismo de 2018 - 20 km marcha atlética masculina
A prova da marcha atlética 20 km masculina do Campeonato da Europa de Atletismo de 2018 foi disputada no dia 7 de agosto de 2018 pelas ruas de Berlim, com chegada no Estádio Olímpico de Berlim. 

## Recordes
Antes desta competição, os recordes mundiais e do campeonato nesta prova eram os seguintes:
|                       | Nome               | Nacionalidade | Tempo    | Local   | Data                |
| --------------------- | ------------------ | ------------- | -------- | ------- | ------------------- |
| Recorde mundial       | Yusuke Suzuki      | Japão         | 1h16m36s | Nomi    | 15 de março de 2015 |
| Recorde do campeonato | Paquillo Fernández | Espanha       | 1h18m37s | Munique | 6 de agosto de 2002 |
| Recorde europeu       | Yohann Diniz       | França        | 1h17m02s | Arles   | 8 de março de 2015  |

## Medalhistas
| Oruro                 | Prata                        | Bronze          |
| Espanha Álvaro Martín | Espanha Diego García Carrera | Vasiliy Mizinov |

## Cronograma
Todos os horários são locais (UTC+2).
| Data         | Hora  | Evento |
| ------------ | ----- | ------ |
| 11 de agosto | 10:55 | Final  |

## Resultado
| Posição           | Atleta                 | Nacionalidade               | Tempo   | Notas                |
| ----------------- | ---------------------- | --------------------------- | ------- | -------------------- |
| Medalha de ouro   | Álvaro Martín          | Espanha                     | 1:20:42 | Recorde da temporada |
| Medalha de prata  | Diego García Carrera   | Espanha                     | 1:20:48 |                      |
| Medalha de bronze | Vasiliy Mizinov        | Atletas Neutros Autorizados | 1:20:50 |                      |
| 4                 | Massimo Stano          | Itália                      | 1:20:51 | Recorde pessoal      |
| 5                 | Nils Brembach          | Alemanha                    | 1:21:25 | Recorde da temporada |
| 6                 | Miguel Ángel López     | Espanha                     | 1:21:27 |                      |
| 7                 | Tom Bosworth           | Grã-Bretanha                | 1:21:31 |                      |
| 8                 | Hagen Pohle            | Alemanha                    | 1:21:35 | Recorde da temporada |
| 9                 | Kévin Campion          | França                      | 1:21:52 | Recorde da temporada |
| 10                | Alex Wright            | Irlanda                     | 1:22:18 | Recorde da temporada |
| 11                | Viktor Shumik          | Ucrânia                     | 1:22:24 | Recorde pessoal      |
| 12                | Ivan Losev             | Ucrânia                     | 1:22:28 |                      |
| 13                | Christopher Linke      | Alemanha                    | 1:22:33 |                      |
| 14                | Gabriel Bordier        | França                      | 1:22:39 |                      |
| 15                | Alexandros Papamichail | Grécia                      | 1:22:51 |                      |
| 16                | Francesco Fortunato    | Itália                      | 1:23:04 | Recorde da temporada |
| 17                | Luis Alberto Amezcua   | Espanha                     | 1:23:33 |                      |
| 18                | Aliaksandr Liakhovich  | Bielorrússia                | 1:24:07 |                      |
| 19                | Dawid Tomala           | Polónia                     | 1:25:06 |                      |
| 20                | Perseus Karlström      | Suécia                      | 1:25:16 |                      |
| 21                | Cian McManamon         | Irlanda                     | 1:25:43 |                      |
| 22                | Miroslav Úradník       | Eslováquia                  | 1:25:44 |                      |
| 23                | Oleksiy Kazanin        | Ucrânia                     | 1:26:49 |                      |
| 24                | Artur Brzozowski       | Polónia                     | DSQ     | 230.7 (a)            |
| 24                | Salih Korkmaz          | Turquia                     | DSQ     | 230.7 (a)            |
| 24                | Giorgio Rubino         | Itália                      | DSQ     | 230.7 (a)            |
| 24                | Florin Alin Știrbu     | Roménia                     | DSQ     | 230.7 (a)            |
| 24                | Callum Wilkinson       | Grã-Bretanha                | DSQ     | 230.7 (a)            |

Legenda
| Recorde mundial       | Recorde mundial (World record)               |                       | Recorde africano                      | Recorde africano (African) |                                           | Q | Classificado por posição (Qualified) |
| Recorde do campeonato | Recorde do campeonato (Championship record)  | Recorde da América    | Recorde da América (Americas)         | q                          | Classificado por melhor tempo (Qualified) |   |                                      |
| Melhor marca do ano   | Melhor marca do ano (World leading)          | Recorde asiático      | Recorde asiático (Asian)              | DNS                        | Não largou (Did not start)                |   |                                      |
| Recorde nacional      | Recorde nacional (National record)           | Recorde europeu       | Recorde europeu (European)            | DNF                        | Não terminou (Did not finish)             |   |                                      |
| Recorde pessoal       | Recorde pessoal do atleta (Personal best)    | Recorde da Oceania    | Recorde da Oceania (Oceania)          | DSQ / DQ                   | Desclassificado (Disqualified)            |   |                                      |
| Recorde da temporada  | Recorde da temporada do atleta (Season best) | Recorde sul-americano | Recorde sul-americano (South America) | NM                         | Sem marca (No mark)                       |   |                                      |